# Staroołeksijiwka
Staroołeksijiwka (ukr. Староолексіївка) – wieś na Ukrainie, w obwodzie mikołajowskim, w rejonie wozniesieńskin, w hromadzie Wesełynowe. W 2001 liczyła 450 mieszkańców, spośród których 437 wskazało jako ojczysty język ukraiński, 9 rosyjski, a 4 mołdawski.